# 武林隆重

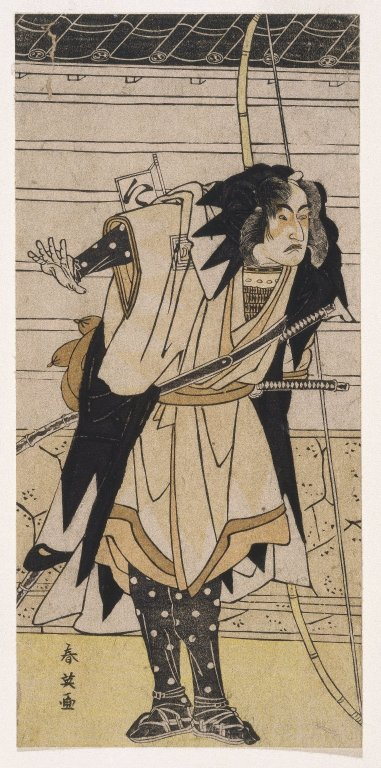
三代目市川八百蔵扮する武林唯七（勝川春英画）

武林 隆重（たけばやし たかしげ、寛文12年（1672年）-元禄16年2月4日（1703年3月20日）は、江戸時代前期の武士。赤穂浪士四十七士の一人。通称は唯七（ただしち）。

## 隆重の出自
隆重の祖父は、文禄・慶長の役で日本軍の捕虜になった明軍所属の孟二寛である。
「江戸名所図絵」巻六 金竜山浅草寺の項によれば、孟二寛は古代中国の思想家孟子の後裔（広島の国泰寺塔頭南湘院墓地にある墓によれば孟子から六十一世）として浙江省杭州（旧称は西府）武林に生まれ、医学を学んで育ち、文禄の役の際に日本軍の捕虜となったが、医術に精通していたことから毛利家が召し抱えたという（しかし文禄の役に毛利家は出陣していない。慶長の役には毛利秀元が出陣している）。一方、広島の国泰寺塔頭南湘院墓地にある墓によれば「明杭州武林郡人 漂流仕長門国 称孟二官 後仕芸州藩 為医官 改武林治庵 明暦三年丁酉五月十八日病死 実亜 聖孟子六十一世裔也」とあり、捕虜ではなく漂流説をとっている。いずれにしてもその後浅野家に仕えるようになり、日本の士分に取り立てられて、故郷の「武林」を氏として「武林治庵士式」と改名した。さらに日本人の渡辺氏から室を迎えると、このときに妻の姓をとって「渡辺治庵」と改名する。
その間に生まれた子が隆重の父の渡辺式重である。式重には男子が二人あり、兄の渡辺尹隆が渡辺家を継ぎ、次男の隆重は分家することになったが、この際に祖父がかつて使った「武林」を家名として使うこととし武林家を再興した。
なお、『忠臣蔵』を紹介するメディアにて「赤穂浪士の中に外国人がいた」として祖父が明出身だった武林のことが紹介されることがあるが、上記のように帰化して三世にあたるため外国人とは呼べず、こういった表現は誇張である。ただ、武林は漢詩をよくし、また浅野長矩による朝鮮通信使の饗応には御供している。

## 生涯
寛文12年（1672年）、赤穂藩士・渡辺式重の子として誕生。母は北川久兵衛の娘。兄に渡辺尹隆がいる。赤穂藩では、中小姓15両3人扶持で仕えた。
元禄14年（1701年）3月14日、主君・浅野長矩が江戸城松之大廊下で吉良義央に刃傷に及び、浅野長矩は即日切腹、赤穂藩は改易となった。隆重はこの際には江戸にあったが、赤穂藩の江戸屋敷が引き払われたあとにすぐさま赤穂へ向かい、ここで大石良雄に神文を提出したあと、6月には江戸へ戻った。
堀部武庸らに賛同して江戸急進派の一人となった。兄・尹隆も江戸急進派であったが、両親が病になったため、兄弟のどちらかが看病しなければならなくなり、のちに隆重や大石良雄から討ち入り参加を諌止されてやむなく脱盟した。10月の大石第一次東下りの際に江戸三田の前川忠太夫邸で江戸急進派を集め、隆重も出席している。大石は来年一周忌に決行を約束したが、元禄15年（1702年）2月になっても江戸下向しなかった。そのため隆重と不破正種が上方へ送られ、原元辰宅を訪ねた。ここで隆重は大高忠雄に向かって「ご家老が決起しないのは側近のあなたたちが腑抜けだからだ」と暴言を吐き、不破に諌止されたといわれる。また、6月には浅草茶屋にて杉野次房・前原宗房・倉橋武幸・不破正種・勝田武尭と同盟した。この同盟は目的がいまひとつ不明であるが、同じ中小姓で同程度の家格の者として結びあったものと思われる。江戸では父や兄の氏を取り、「渡辺七郎左衛門」の変名を使用した。
討ち入りの際には隆重は表門隊に属して屋内に突入した一人である。しかし1時間あまり、赤穂浪士たちは屋敷をくまなく探索したが、吉良義央は見つからなかった。明け方ちかく、隆重たちが炭小屋に矢を射掛けると、二人の敵が飛び出してきた。敵を斬り捨てると、隠れていた白髪の老人が脇差を抜いて飛び出してきた。間光興が初槍をつけ、隆重が斬殺した。駆けつけた大石らと共に死体を検分すると、額と背中に松之大廊下で浅野長矩が斬りつけた傷があったため、吉良義央と確認。一番槍の間光興が首をはねた。隆重は二番太刀ではあるが、吉良を絶命させた武功者として讃えられた。この二人は日頃から親密だった。（第四項も参照）
赤穂浪士一党は浅野長矩の墓所がある泉岳寺に引き上げ、墓前に吉良義央の首級を供え仇討ちを報告した。初槍をつけた間光興が一番に焼香し、討ち取った隆重が二番目に焼香した。
隆重は毛利綱元の上屋敷へ預けられた。毛利家は武林ら義士たちを罪人として厳しく扱い、護送籠に錠前をかけ、その上から網をかぶせた。到着後は長屋の窓や戸には板を打ち付けた。元禄16年（1703年）2月4日、江戸幕府の命により毛利家家臣・鵜飼惣右衛門の介錯により切腹。その際、鵜飼の介錯は首の半ばまで斬りこんだが失敗し、二太刀目で再び首を斬り介錯している。
綱元は義士切腹後に、「首尾よく仕舞ひ、大慶仕り候」と大いに慶び、跡地を清め藩邸内の何処で切腹したか、判らないようにすべく指示している。またのちに、江戸で没したにもかかわらず自身の遺体を長府に送らせ、菩提寺である泉岳寺での赤穂義士との併葬を拒否した。毛利庭園での切腹地の場所は不明のままである。毛利家の意向により、預かり四大名で唯一、屋敷地跡に赤穂義士の顕彰碑の類がない。庭園名に「毛利」を冠した森ビルも踏襲している。
遺体は泉岳寺に運ばれ丁重に葬られた。享年32。戒名は、刃性春劔信士。
なお兄・半右衛門は、広島藩浅野本家に召抱えられた。「武林勘助尹隆」と改名し、内蔵助の遺児である大石良恭の広島藩召抱えに尽力した。曽孫・武林隆斌の代で断絶している。国泰寺にあった武林氏家祖の墓は昭和20年（1945年）8月6日の原爆投下で全焼全壊した。昭和53年（1978年）に国泰寺が広島市西区の己斐に移転した際、大三郎の墓とともに再建されている。

## 逸話
- 母への書簡で「憂さはらしに島原や吉原へも行ったから浮世に気の残りはない」と書いており、大石と共に遊郭で遊んだようである。

## 創作・脚色
- 「忠臣蔵」の芝居では、隆重が赤穂を出立する前に、武林兄弟の母は自害する。また、兄の半右衛門は脱落義士と蔑まれた。史実では父（渡辺式重）と母（九兵衛娘）は病床にあり、半右衛門が両親介護のため義挙から撤退している。
- 隆重はある時、広島藩の浅野宗家と間違えて黒田家の藩邸に行き、座敷に上がり昼餉だけ馳走になったあと、火事だと騒いで屋敷を飛び出し帰宅してしまった。講談（落語での『粗忽の使者』と同種）にあるが実話ではない。または、広島藩邸で貰った進物の花を馬の鞭にしてしまったという脚色もある。

## 遺品
- 「渡辺半右衛門宛書簡抄（十一月五日付）」 - 間光興が武林隆重の兄・半右衛門に宛てた手紙が現存する。